# Pere Agustí Morlà
Pere Agustí Morlà   (València, c. 1570 - 1626 (>1626)) fou un jurisconsult valencià.
Estudià a València les primeres lletres, filosofia i jurisprudència, i anà a ampliar estudis a Salamanca i a Alcalá. Després de graduar-se de doctor en ambdós drets, exercí d'advocat en els tribunals valencians, fins que fou nomenat oïdor civil de la Reial Audiència de València. Va ser adobat a cavaller el 1622. El 1626 obtingué de les Corts de Montsó la legitimació del seu fill natural, Pere Jacint Morlà, que així va poder ser ordenat prevere. El seu nebot Jeroni Agustí Morlà i el seu net Maties Morlà foren canonges de la catedral de València i catedràtics de la seua universitat.
Abans dels trenta anys ja feu imprimir la primera part de la gran obra que tenia projectada en cinc: la primera i la segona sobre el dret cesari, la tercera i la quarta sobre el canònic o pontifici, i la cinquena sobre les penes imposades per l'un i l'altre dret i per les lleis de Castella i de València. Les quatre parts restants no les arribà a imprimir, i si les va confegir, com afirma en l'Epistola nuncupatoria, que encapçala el primer volum, s'han perdut totalment. En aquesta mateixa epístola fa una relació dels autors valencians més notables dels temps anteriors al seu, que constituí una notable font d'informació per a bibliògrafs posteriors com Rodríguez i Ximeno.

## Obres
- Emporium utriusque juris quæstionum in usu forensi admodum frequentium. Pars prima, València: Alvarum Franco & Didacum de la Torre, 1599.